# Landtag Schwarzburg-Rudolstadt (1848–1854)
Dieser Artikel behandelt den  Landtag Schwarzburg-Rudolstadt 1848–1854.

## Landtag
Nach der Märzrevolution wurde das Wahlrecht mit dem „Wahlgesetz für die einzuberufende nächste Abgeordneten-Versammlung“ vom 9. Juni 1848 geändert.
Die Wahlmänner zur Wahl des Landtags Schwarzburg-Rudolstadt wurden am 14. August 1848 gewählt. Die Wahl der Abgeordneten und deren Stellvertreter erfolgte am 11. September 1848. In der Liste sind Stellvertreter nur insofern aufgeführt, als sie als Stellvertreter im Landtag teilnahmen.
Als Abgeordnete wurden gewählt:
| Name                                   | Wohnort/Rittergut    | Kurie | Wahlkreis     | Anmerkung |
| -------------------------------------- | -------------------- | ----- | ------------- | --- |
| Johann Christian Wilhelm Brake         | Frankenhausen        |       | Frankenhausen | Stellvertretung von Garthoff vom 18. September bis 20. Oktober 1849 und vom 25. Februar bis 3. März 1850                                         |
| Julius Eberwein                        | Rudolstadt           |       | Rudolstadt    | Nachfolger für Koch ab 7. Juli 1852 |
| Christian Friedrich Fritsche           | Blankenburg          |       | Rudolstadt    | Stellvertretung von Knoch vom 9.2. bis 25. April 1849 und vom 1. bis 29. März 1850                                                               |
| Arthur Leopold Friedrich Fröbel        | Stadtilm             |       | Stadtilm      | Mandant am 2. Juli 1852 niedergelegt; Nachfolger wurde David Jahn                                                                                |
| Traugott Anton Garthoff                | Frankenhausen        |       | Frankenhausen | |
| Johann Michael Henkel                  | Lichta b. K.         |       | Königsee      | Nachfolger für Unbehaun ab 30. Juli 1852 |
| Friedrich Ludwig Heßling               | Immenrode            |       | Frankenhausen | Nachfolger für Carl Hornung ab 14. November 1848                                                                                                 |
| Ernst Friedemann Wilhelm Hofmann       | Ehrenstein           |       | Stadtilm      | |
| Carl Hornung                           | Frankenhausen        |       | Frankenhausen | Mandat nicht angenommen. Nachfolger Heßling |
| Johann David Jahn                      | Griesheim            |       | Stadtilm      | Stellvertretung für Fröbel vom 14. bis 25. April 1849 und vom 7. bis 29. März 1850; Ab 8. Juli 1852 Nachfolger von Fröbel                        |
| Johann Michael Jahn                    | Königsee             |       | Königsee      | |
| Christian Heinrich Knoch               | Blankenburg          |       | Rudolstadt    | Mandat am 25. Juni 1852 niedergelegt. Nachfolger: Eberwein                                                                                       |
| Christian Ernst August Liebmann        | Rudolstadt           |       | Rudolstadt    | ab 1. Juli 1852 Nachfolger für von Rein |
| Christian Ferdinand Meisel             | Lichte b.W.          |       | Oberweißbach  | Am 11. März 1854 Mandat niedergelegt. Kein Nachfolger                                                                                            |
| Johann Friedrich Möller                | Oberhain             |       | Königsee      | Am 27. November 1848 Mandat niedergelegt. Nachfolger Munsche                                                                                     |
| Johann Friedrich Wilhelm Anton Munsche | Oberköditz           |       | Königsee      | Ab 30. November 1848 Nachfolger für Möller |
| Louis Nicolai                          | Leutenberg           |       | Leutenberg    | |
| Johann Georg Lorenz von Rein           | Rudolstadt           |       | Rudolstadt    | Am 1. Juli 1852 Mandat niedergelegt. Nachfolger: Liebmann                                                                                        |
| Johann Gottfried Makarius von Rein     | Leutenberg           |       | Leutenberg    | |
| August Wilhelm Martin Scheidt          | Frankenhausen        |       | Frankenhausen | Wegen Berufung in Ministerium am 2. März 1849 ausgeschieden. Nachfolger: Schröter                                                                |
| Johann Christian Friedrich Schmeißer   | Leutnitz             |       | Rudolstadt    | Nachfolger für Walther ab 1. Juli 1852 |
| Friedrich Wilhelm Schorch              | Oberweißbach         |       | Oberweißbach  | Nach einer Nachwahl am 24. Oktober 1848 eingetreten. Ausgeschieden am 1. Juli 1852. Nachfolger: Wiegand                                          |
| Christoph Friedrich Gottlieb Schröter  | Ringleben            |       | Frankenhausen | Nachfolger für Scheid ab 16. März 1849 |
| Johann Friedrich Steiner               | Oberweißbach         |       | Oberweißbach  | |
| Johann Heinrich Christian Stieler      | Königsee             |       | Königsee      | |
| Christian Friedrich Wilhelm Stolberg   | Udersleben           |       | Frankenhausen | |
| Johann Nicol Unbehaun                  | Sitzendorf/Unterhain |       | Königsee      | Am 2. Juli 1852 Mandat niedergelegt. Nachfolger: Henkel                                                                                          |
| Karl Friedrich Hermann Wächter         | Günserode            |       | Frankenhausen | Stellvertreter für Schröter vom 7. bis 12. August 1852                                                                                           |
| Christian Albert Oskar Walther         | Rudolstadt           |       | Rudolstadt    | Wegen Ernennung zum Kreisgerichtsrat in Sondershausen am 1. Juli 1850 wurde am 1. Juli 1852 sein Ausscheiden festgestellt. Nachfolger: Schmeißer |
| August Friedrich Weedermann            | Bucha                |       | Leutenberg    | Stellvertretung von von Rein vom 6. bis 25. März 1854                                                                                            |
| Johann Christian Weiße                 | Volkstedt            |       | Rudolstadt    | |
| Heinrich Moritz Wiegand                | Neuhaus              |       | Oberweißbach  | Nachfolger für Schorch ab 1. Juli 1852 |

Der Landtag wählte seinen Vorstand selbst. Landtags-Director (Parlamentspräsident) wurden:
- August Wilhelm Scheidt (19. Oktober bis 14. Dezember 1848)
- Oskar Walther (14. Dezember 1848 bis 29. März 1850)
- Johann Heinrich Christian Stiehler (1. Juli bis 12. August 1852)
- David Jahn (13. Februar  bis 11. März 1854)
- Johann Heinrich Christian Stiehler (11.i bis 23. März 1854)

Stellvertretende Landtagsdirektoren waren:
- Oskar Walther (19. Oktober bis 14. Dezember 1848)
- August Wilhelm Scheidt (14. Dezember 1848 bis 15. Januar 1849)
- Johann Heinrich Christian Stiehler (15. Januar bis 13. Februar 1849)
- Friedrich Wilhelm Schorch (13. Februar bis 14. März 1849)
- Johann Heinrich Christian Stiehler (14. März bis 25. April 1849)
- Makarius von Rein (26. März bis 25. April 1849)
- Johann Heinrich Christian Stiehler (18. September 1849 bis 29. März 1850)
- Louis Nicolai (1. Juli bis 12. Dezember 1852)
- Julius Eberwein (13. Februar bis 25. März 1854)

Der Landtag kam zwischen dem 17. Oktober 1848 und dem 25. März 1854 zu 217 öffentlichen Plenarsitzungen zusammen.